# 蜓尾拉蒙特鯰
蜓尾拉蒙特鯰，為輻鰭魚綱鯰形目甲鯰科的其中一種，為溫帶淡水魚，分布於南美洲奧里諾科河及Guanare Viejo河流域，體長可達20.2公分，棲息在底層水域，生活習性不明。

## 扩展阅读
維基物種上的相關：蜓尾拉蒙特鯰